# Dick Thornburgh
Richard Lewis "Dick" Thornburgh, född 16 juli 1932 i Pittsburgh, Pennsylvania, död 31 december 2020 i Verona, Pennsylvania, var en amerikansk republikansk politiker.

## Biografi
Thornburgh studerade vid Yale University och University of Pittsburgh School of Law. Han gifte sig med Ginny Hooton och de hade tre barn tillsammans. Ginny Hooton Thornburgh avled i en bilolycka där parets tre barn blev skadade. Sonen Peter fick permanenta hjärnskador.
Thornburgh gifte om sig med Ginny Judson som adopterade de tre barnen från hans första äktenskap. Hon födde också Thornburghs fjärde barn. Ginny Judson Thornburgh blev en förespråkare för de handikappades rättigheter och blev aktiv i den landsomfattande organisationen National Organization on Disability. Thornburghs fru var en synlig förespråkare för lagen Americans with Disabilities Act som trädde i kraft medan Dick Thornburgh var justitieminister.
Thornburgh var Pennsylvanias guvernör från 1979 till 1987. Under hans första år som guvernör skedde Harrisburgolyckan, då kärnkraftverket Three Mile Island drabbades av ett haveri. Thornburgh fick övervaka nödåtgärderna i krissituationen.
Han tjänstgjorde som USA:s justitieminister från 1988 till1991. Då fick han bl.a. se till att Exxon (numera del av ExxonMobil) åtalades för  det som benämns som Exxon Valdez-miljökatastrofen.
1991 avled Thornburghs partikamrat, senator John Heinz i en flygolycka. Thornburgh avgick som justitieminister för att kandidera till USA:s senat. I fyllnadsvalet förlorade han sedan mot demokraten Harris Wofford.
Thornburgh tjänstgjorde som FN:s undergeneralsekreterare från 1992 till 1993.